# 克里斯托諾斯瓦爾加區
克里斯托諾斯瓦爾加區（西班牙語：Distrito de Cristo Nos Valga），是秘魯的一個區，位於該國西北部皮烏拉大區的塞丘拉省，始建於1965年2月19日，面積234.37平方公里，海拔高度9米，2005年人口3,185，人口密度每平方公里14人。